# Carlos de Rosa
Carlos de Rosa (Mendoza, 17 de abril de 1936 - 31 de marzo de 2016) fue un arquitecto argentino, reconocido por su producción teórica en el ámbito del diseño urbano sustentable. Sus principales proyectos se relacionan con viviendas solares y edificios escolares energéticamente eficientes. Recibió el reconocimiento Gold Medal del Instituto Americano de Arquitectos por el diseño del edificio Wharton Graduate Center.

## Biografía
De origen mendocino, Carlos de Rosa realizó sus estudios entre 1954 y 1960, en la Facultad de Arquitectura y Urbanismo de la UBA, consiguiendo un título en el campo. Gracias a una beca obtenida en 1964, pudo hacer un Master de Arquitectura en la Universidad de Pensilvania, Filadelfia, bajo la formación de Louis Khan.
Posteriormente fue profesor de Diseño Arquitectónico e Historia de la Arquitectura en la Universidad del Temple, también en Filadelfia, en el periodo 1966-67.
Tras su regreso a la Argentina, continuó con su labor de docente: fue profesor de Teoría de la Arquitectura III en la Universidad Nacional de Cuyo (1969-70); Profesor Titular de Diseño Arquitectónico III, IV, V, y Asesor de Tesis de la Facultad de Arquitectura, Urbanismo y Diseño, Universidad de Mendoza (1969-75).
A mediados de la década del 70, impulsado por Enrico Tedeschi, incursiona en el campo científico-tecnológico, trabajando en proyectos vinculados a la arquitectura solar en el Laboratorio de Ambiente Humano y Vivienda del CRICyT (actual CCT CONICET Mendoza). Asumió la jefatura del grupo en 1980.
Durante su gestión, el Laboratorio fue uno de los grupos de investigación más destacados a nivel nacional en lo que al estudio de la energía solar se refiere. Sus aportes dieron origen a distintas ramas del LAHV, como lo son: Diseño Urbano Bioclimático, Clima Urbano, Espacios abiertos vegetados e Iluminación natural sustentable. En 2004, se hizo cargo de la vicedirección del INCIHUSA.
Falleció el 31 de marzo de 2016.

## Reconocimientos
Entre los reconocimientos que recibió Carlos de Rosa destacan: el Premio Gold Medal del Instituto Americano de Arquitectos por el diseño del edificio Wharthon Graduate Center (1969); el Premio de la revista "A/mbiente" otorgado al Laboratorio de Ambiente Humano y Vivienda (1981); y el Premio "Llave de los Portones" otorgado por el gobierno de Mendoza, "en reconocimiento por la destacada acción a favor del medio ambiente" (1999).